# Żleb Breuera

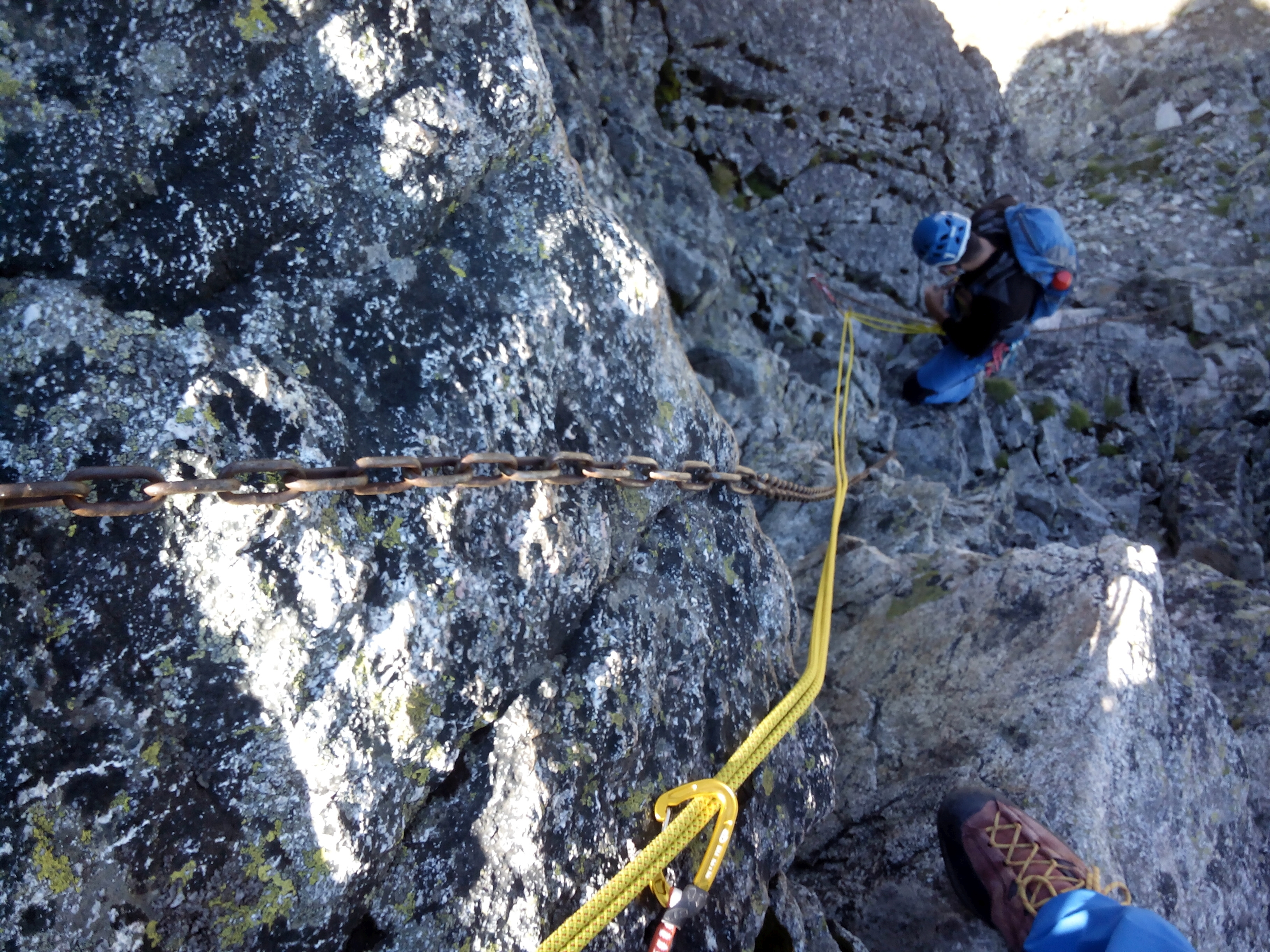
Wejście Żlebem Breuera

Żleb Breuera, zwany też Kominem Breuera (słow. Breuerov komín, niem. Breuer-Kamin, węg. Breuer-kémény) – żleb w słowackich Tatrach Wysokich, w południowo-wschodniej grani Wyżniego Baraniego Zwornika. Opada z Wyżniej Pośledniej Przełączki do Doliny Małej Zimnej Wody. Jest to środkowy z 3 żlebów opadających do tej doliny między Durnym Szczytem i Łomnicą (lewy to Klimkowy Żleb, prawy – Żleb Chmielowskiego).

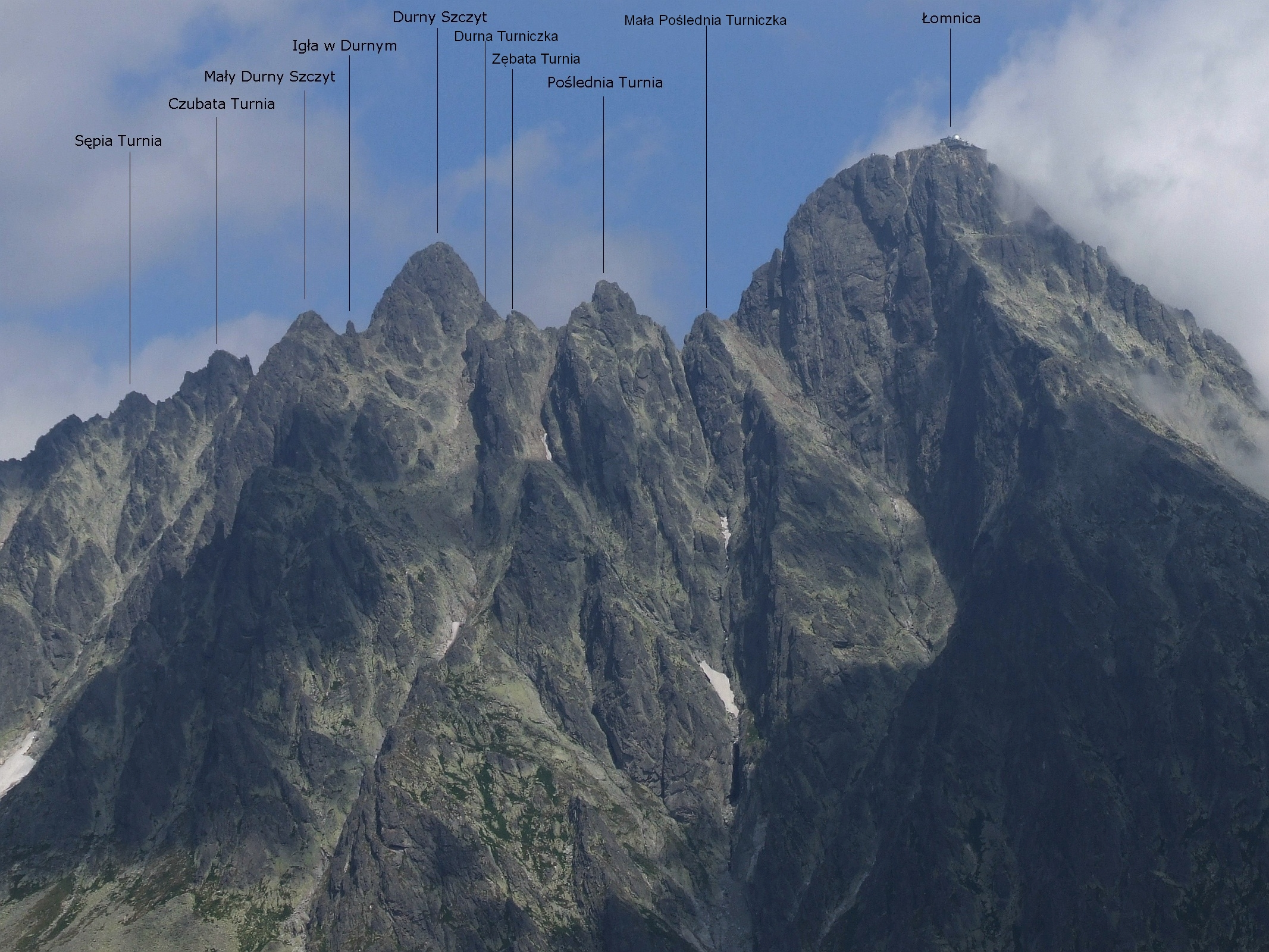
Klimkowy Żleb i Żleb Breuera po prawej stronie Durnego Szczytu

Nazwa żlebu pochodzi od nazwiska Johanna Breurera – spiskoniemieckiego taternika, przewodnika i ratownika tatrzańskiego. Żleb Breuera jest bardzo stromy i kamienisty. W dolnej części uchodzi do Żlebu Chmielowskiego, ale także zachodem do Klimkowego Żlebu. Zachodem tym i górną częścią Żlebu Breuera prowadzi popularne taternickie wejście na Łomnicę – tzw. Droga Jordana. Górna część Żlebu Breuera ubezpieczona jest łańcuchami i klamrami.